# Músculos aductores (bivalvos)

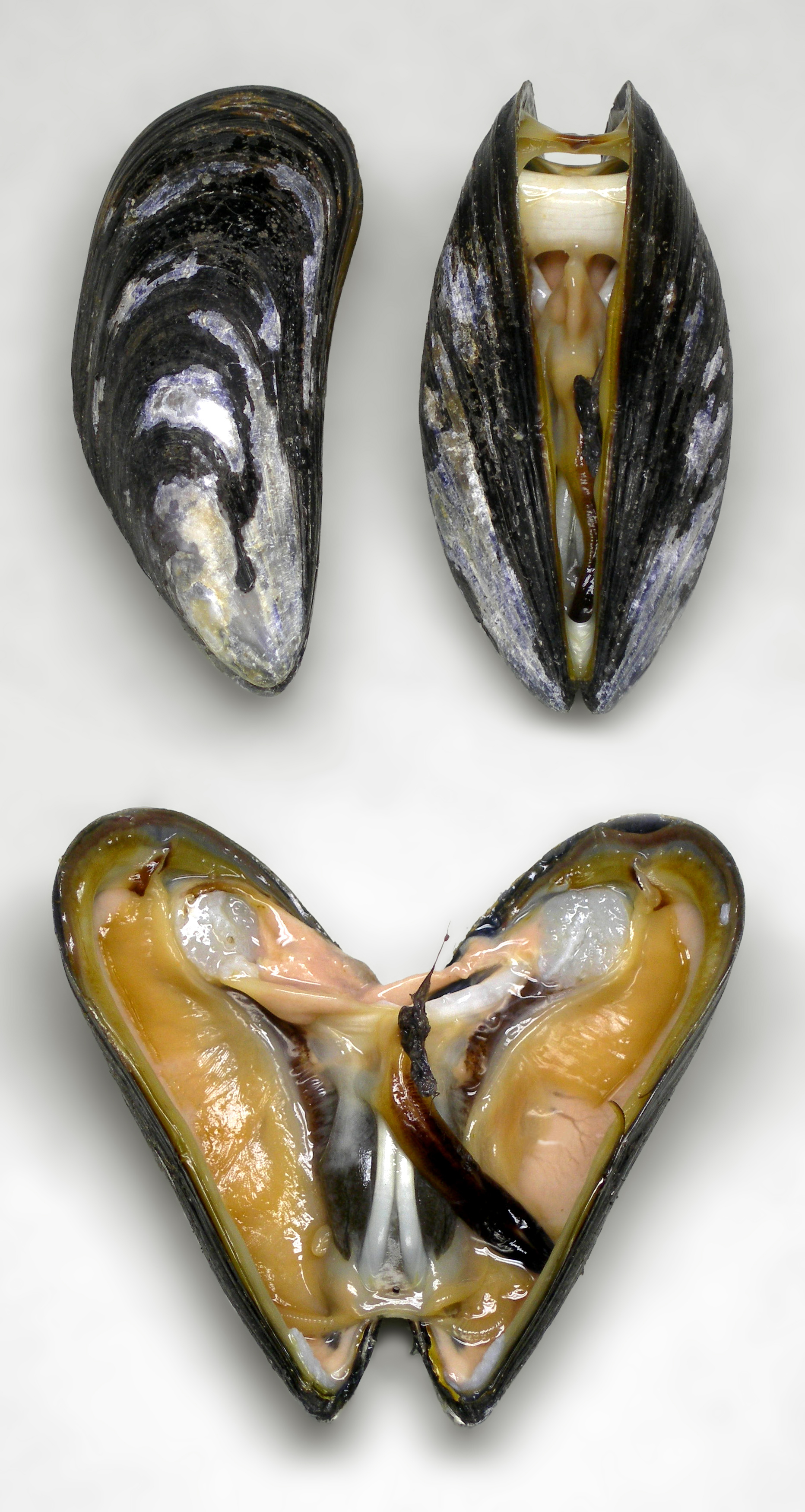
Mejillón azul marino, Mytilus edulis, mostrando parte de la anatomía interna, incluido el músculo aductor posterior blanco que es visible en la imagen superior, y que ha sido cortado en la imagen inferior para permitir que las valvas se abran completamente.

Los músculos aductores son el principal sistema muscular de los moluscos bivalvos ( ej. almejas, vieiras, mejillones, ostras, entre otros). En muchas partes del mundo, cuando la gente come vieiras, los músculos aductores son la única parte del animal que se come. Los músculos aductores dejan cicatrices o marcas perceptibles en el interior de las valvas de la concha. Esas marcas (conocidas como cicatrices de los músculos aductores) suelen ser utilizadas por los científicos que están en proceso de identificar conchas vacías para determinar su correcta ubicación taxonómica.
Los moluscos bivalvos suelen tener uno o dos músculos aductores. Estos músculos son lo suficientemente fuertes como para cerrar las válvulas de la concha cuando se contraen, y son los que permiten al animal cerrar sus valvas herméticamente cuando es necesario, como cuando el bivalvo queda expuesto al aire debido al bajo nivel del agua, o cuando es atacado por un depredador.
La mayoría de las especies de bivalvos tienen dos músculos aductores, situados en las caras anterior y posterior del cuerpo. Algunas familias de bivalvos sólo tienen un músculo aductor o, en raras ocasiones, incluso tres.
Cuando los músculos aductores se relajan, las valvas de la concha se abren automáticamente hasta cierto punto gracias a un ligamento que une las valvas y que suele estar situado en la línea de bisagra entre los umbos de la concha. La elasticidad del ligamento es lo que hace que las valvas del molusco bivalvo se abran cuando se relajan los músculos aductores.

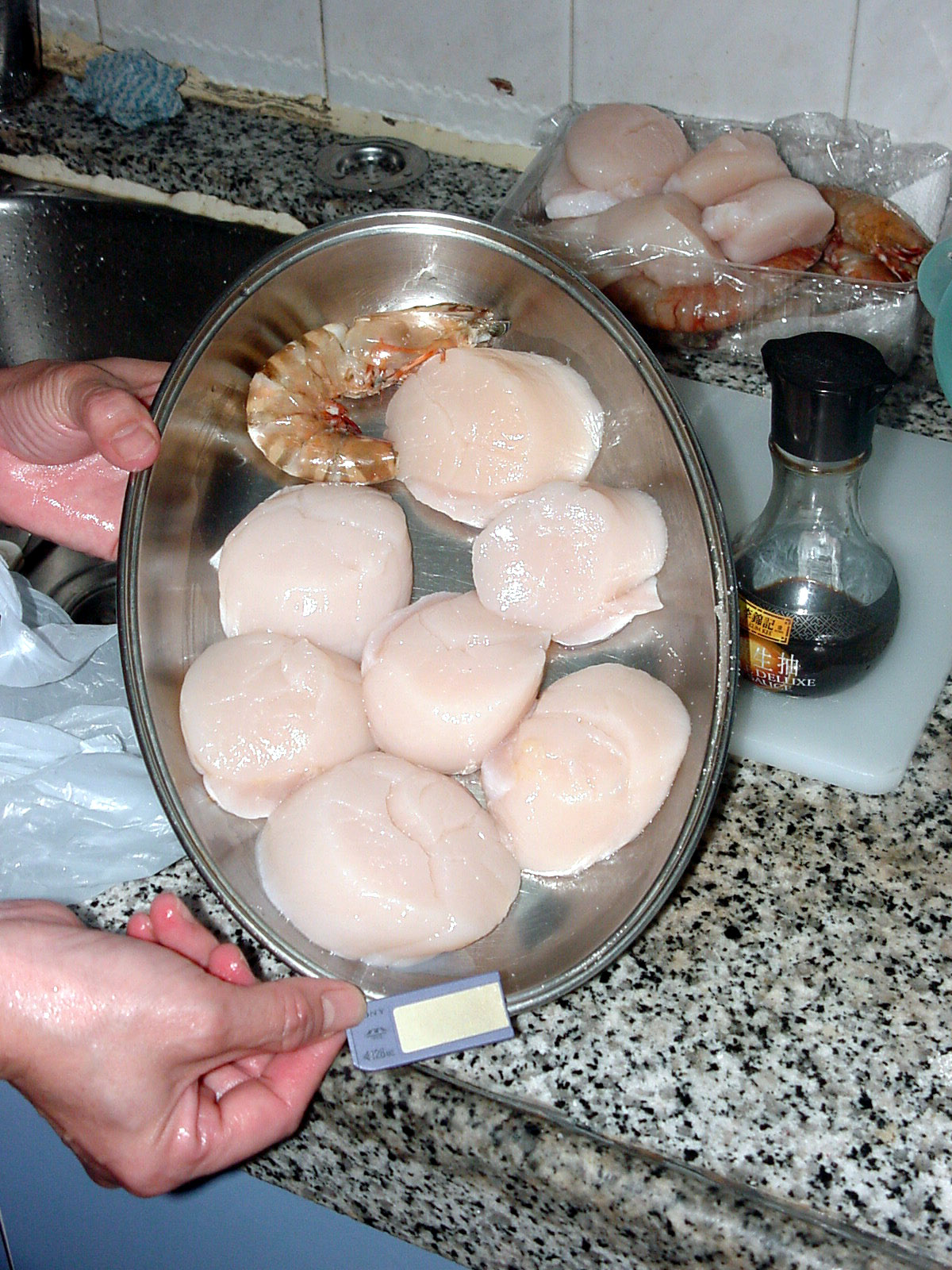
Un camarón y grandes músculos aductores de siete individuos de vieira gigante a punto de ser cocinados

Las vieiras y las almejas de lima pueden nadar abriendo y cerrando rápidamente sus valvas contrayendo y relajando alternativamente sus músculos aductores; el agua es expulsada a ambos lados de la zona de bisagra y se mueven con las valvas batientes por delante.